# Andrea Binotto
Andrea Binotto (Losanna, 29 novembre 1970) è un allenatore di calcio svizzero, tecnico dello Stade Nyonnais.

## Biografia
È fratello di Mattia Binotto, ex Team Principal della Ferrari e attuale direttore tecnico della Stake F1 Team Kick Sauber e capo del progetto tecnico di Audi.

## Statistiche

### Statistiche da allenatore
Statistiche aggiornate al 25 maggio 2025.
| Stagione                    | Squadra                     | Campionato                  | Campionato | Campionato | Campionato | Campionato | Coppe nazionali | Coppe nazionali | Coppe nazionali | Coppe nazionali | Coppe nazionali | Coppe continentali | Coppe continentali | Coppe continentali | Coppe continentali | Coppe continentali | Altre coppe | Altre coppe | Altre coppe | Altre coppe | Altre coppe | Totale | Totale | Totale | Totale | % Vittorie | Piazzamento |
| Stagione                    | Squadra                     | Comp                        | G          | V          | N          | P          | Comp            | G               | V               | N               | P               | Comp               | G                  | V                  | N                  | P                  | Comp        | G           | V           | N           | P           | G      | V      | N      | P      | %          | Piazzamento |
| --------------------------- | --------------------------- | --------------------------- | ---------- | ---------- | ---------- | ---------- | --------------- | --------------- | --------------- | --------------- | --------------- | ------------------ | ------------------ | ------------------ | ------------------ | ------------------ | ----------- | ----------- | ----------- | ----------- | ----------- | ------ | ------ | ------ | ------ | ---------- | ----------- |
| 2012-2013                   | Stade Lausanne-Ouchy        | 2°L                         | 26         | 19         | 2          | 5          | -               | -               | -               | -               | -               | -                  | -                  | -                  | -                  | -                  | -           | -           | -           | -           | -           | 26     | 19     | 2      | 5      | 73,08      | 2°          |
| 2013-2014                   | Stade Lausanne-Ouchy        | 2°L                         | 26         | 17         | 3          | 6          | CS              | 2               | 1               | 0               | 1               | -                  | -                  | -                  | -                  | -                  | -           | -           | -           | -           | -           | 28     | 18     | 3      | 7      | 64,29      | 1° (prom.)  |
| 2014-2015                   | Stade Lausanne-Ouchy        | 1°L                         | 26+4       | 13+1       | 9+2        | 4+1        | CS              | 1               | 0               | 0               | 1               | -                  | -                  | -                  | -                  | -                  | -           | -           | -           | -           | -           | 31     | 14     | 11     | 6      | 45,16      | 1°          |
| 2015-2016                   | Stade Lausanne-Ouchy        | 1°L                         | 26+2       | 16+0       | 5+2        | 5+0        | -               | -               | -               | -               | -               | -                  | -                  | -                  | -                  | -                  | -           | -           | -           | -           | -           | 28     | 16     | 7      | 5      | 57,14      | 1°          |
| 2016-2017                   | Stade Lausanne-Ouchy        | 1°L                         | 26+4       | 15+2       | 6+0        | 5+2        | CS              | 2               | 1               | 0               | 1               | -                  | -                  | -                  | -                  | -                  | -           | -           | -           | -           | -           | 32     | 18     | 6      | 8      | 56,25      | 2° (prom.)  |
| 2017-2018                   | Stade Lausanne-Ouchy        | PL                          | 30         | 12         | 7          | 11         | CS              | 3               | 2               | 0               | 1               | -                  | -                  | -                  | -                  | -                  | -           | -           | -           | -           | -           | 33     | 14     | 7      | 12     | 42,42      | 6°          |
| 2018-2019                   | Stade Lausanne-Ouchy        | PL                          | 30         | 21         | 6          | 3          | -               | -               | -               | -               | -               | -                  | -                  | -                  | -                  | -                  | -           | -           | -           | -           | -           | 30     | 21     | 6      | 3      | 70,00      | 1° (prom.)  |
| 2019-feb. 2020              | Stade Lausanne-Ouchy        | CL                          | 23         | 8          | 4          | 11         | CS              | 3               | 2               | 0               | 1               | -                  | -                  | -                  | -                  | -                  | -           | -           | -           | -           | -           | 26     | 10     | 4      | 12     | 38,46      | Dimis.      |
| Totale Stade Lausanne-Ouchy | Totale Stade Lausanne-Ouchy | Totale Stade Lausanne-Ouchy | 223        | 124        | 46         | 53         |                 | 11              | 6               | 0               | 5               |                    |                    |                    |                    |                    |             |             |             |             |             | 234    | 130    | 46     | 58     | 55,56      |             |
| dic. 2020-2021              | Neuchâtel Xamax             | CL                          | 21         | 6          | 6          | 9          | CS              | -               | -               | -               | -               | -                  | -                  | -                  | -                  | -                  | -           | -           | -           | -           | -           | 21     | 6      | 6      | 9      | 28,57      | Sub. 9°     |
| 2021-2022                   | Neuchâtel Xamax             | CL                          | 36         | 14         | 8          | 14         | CS              | 2               | 1               | 0               | 1               | -                  | -                  | -                  | -                  | -                  | -           | -           | -           | -           | -           | 38     | 15     | 8      | 15     | 39,47      | 6°          |
| lug.-ago. 2022              | Neuchâtel Xamax             | CL                          | 6          | 0          | 0          | 6          | CS              | 1               | 1               | 0               | 0               | -                  | -                  | -                  | -                  | -                  | -           | -           | -           | -           | -           | 7      | 1      | 0      | 6      | 14,29      | Eson.       |
| Totale Neuchâtel Xamax      | Totale Neuchâtel Xamax      | Totale Neuchâtel Xamax      | 63         | 20         | 14         | 29         |                 | 3               | 2               | 0               | 1               |                    |                    |                    |                    |                    |             |             |             |             |             | 66     | 22     | 14     | 30     | 33,33      |             |
| 2023-2024                   | Servette II                 | PL                          | 34         | 6          | 10         | 18         | -               | -               | -               | -               | -               | -                  | -                  | -                  | -                  | -                  | -           | -           | -           | -           | -           | 34     | 6      | 10     | 18     | 17,65      | 18° (retr.) |
| gen.-giu. 2025              | Stade Nyonnais              | CL                          | 18         | 5          | 3          | 10         | CS              | -               | -               | -               | -               | -                  | -                  | -                  | -                  | -                  | -           | -           | -           | -           | -           | 18     | 5      | 3      | 10     | 27,78      | Sub. 9°     |
| Totale carriera             | Totale carriera             | Totale carriera             | 338        | 155        | 73         | 110        |                 | 14              | 8               | 0               | 6               |                    |                    |                    |                    |                    |             |             |             |             |             | 352    | 163    | 73     | 116    | 46,31      |             |

## Palmarès
- Seconda Lega interregionale: 1

Stade Lausanne-Ouchy: 2013-2014
- Promotion League: 1

Stade Lausanne-Ouchy: 2018-2019